# Karel Mejta
Karel Mejta (ur. 18 czerwca 1928 w Trzeboniu, zm. 6 listopada 2015 w Czeskich Budziejowicach) – czeski wioślarz reprezentujący Czechosłowację, złoty medalista olimpijski.
Wystąpił na igrzyskach olimpijskich w Helsinkach w 1952 roku, gdzie osada Czechosłowacji w składzie: Karel Mejta, Jiří Havlis, Jan Jindra, Stanislav Lusk i Miroslav Koranda (sternik) zdobyła złoty medal w czwórkach ze sternikiem. W finale o 3,1 sekundy pokonali Szwajcarię, a o 3,6 sekundy wyprzedzili osadę USA. Był to jego jedyny start olimpijski.
W tej samej konkurencji zdobył ponadto złoto na mistrzostwach Europy w Kopenhadze (1953) i brąz na mistrzostwach Europy w Amsterdamie (1954).
Wioślarzem i olimpijczykiem był również jego syn o tym samym imieniu.